# Departamento de Amambay
Amambay es uno de los diecisiete departamentos que, junto con Asunción, Distrito Capital, forman la República del Paraguay. Su capital es Pedro Juan Caballero. Está ubicado al norte de la región oriental del país, limitando al norte y este con Mato Grosso del Sur (Brasil), al sur con Canindeyú, al suroeste con San Pedro y al oeste con Concepción. Con 173 770 habitantes en 2022 es el undécimo departamento más poblado del país, y el quinto menos densamente poblado con 13,4 hab/km² por delante de Presidente Hayes, Boquerón y Alto Paraguay y Ñeembucú. El nombre del departamento deriva de uno de los ramales principales de la Cordillera de Caaguazú, tal ramal es la Cordillera de Amambay.

## Historia
Durante mucho tiempo, estas tierras sólo fueron ocupadas por indígenas; sufrió el ataque de los bandeirantes lusobrasileños que atacaban a los guaraníes para esclavizarlos, los guaraníes y otras etnias indígenas (como la Ašé guayakí) pudieron refugiarse en las extensas selvas vírgenes que cubrían la zona.
Una vez concluida la Guerra de la Triple Alianza, las grandes extensiones de tierra pasaron a ser propiedad de los empresarios extranjeros, que se dedicaban a la explotación maderera y yerbatera.
En 1899 se fundó Pedro Juan Caballero, y en 1902, Bella Vista. En 1945 se creó el X departamento con el nombre de Amambay, posteriormente, después de algunas reestructuraciones territoriales, fue declarado como el XIII departamento del país, con los actuales límites y superficie.
La población de la zona se consolidó con la colonización agrícola y el asentamiento de colonias agropecuarias.
Pedro Juan Caballero, capital del departamento de Amambay, todavía es conocida con su antiguo nombre, Punta Porá, utilizado por los carreteros que transportaban yerba desde el Matto Grosso, hasta el puerto de Concepción.

## Geografía
En el territorio predominan, de norte a sur, las areniscas eólicas. En esta franja se produce el derrame basáltico del Este, rocas intrusivas también pueden encontrarse en la región.
La altura del departamento de Amambay es la más elevada de todo el territorio paraguayo, alcanza entre los 300 y 400 m. El Cerro de Punta Porá llega a los 700 m. La Cordillera de Amambay es el límite natural con Brasil, de ésta se desprenden las Serranías de Cerro Corá, Tacurupytá, Guasú, Alambique, Tuna y Tangaró. Cerros aislados son: Tranquerita, Tacuara, Verón Cué, Cuatiá.
El Río Apa marca el límite, al norte, así como el Arroyo Estrella con el Brasil. El Río Aquidabán y sus afluentes el arroyo Tapiracuai, el río Aquidabán–mi, el arroyo Cabayu, y el arroyo Guasú.
Por el oeste del departamento lo bordea el Río Ypané, sus afluentes son el Tuyutí, el Aguaray Veve, Puente de la Tabla Puendy y el Ypané–mi.
Naturaleza y vegetación
Todo el departamento pertenece a la ecorregión del Amambay. El proceso de deforestación impacta en la región debido a que la riqueza forestal es enorme y la explotación maderera es intensa, también son importantes los "yerbales" de Ilex paraguariensis (o hierba mate) y los "montes" o boscajes de Stevia rebaudiana (o caajé). Algunas especies en peligro de extinción son el palmito, el caranday, arary, helecho amambay, trébol, yvyra paje (o ivirá-payé), kai kygua, ygary (o cedro misionero). En cuanto a la fauna, están en peligro el gua'a sa'yju (o guasaiyú), yacaré itá (o yacaré o caimán enano), guasutí (o ciervo de las pampas), el yaguareté (o jaguar o "tigre") está prácticamente extinguido desde la segunda mitad del siglo XX, lo mismo que el mbeory (o tapir americano).
Son áreas protegidas:
- Bosque Estrella, 30.000 hectáreas
- Bosque Pira´y, 22.510 hectáreas
- Cerro Guasú, 15.000 hectáreas
- Cerro Sarambí, 15.000 hectáreas
- Parque Nacional Cerro Corá, creado por el Decreto N°20.698 el 11 de febrero de 1976, declarándose una superficie de 12.038 ha. Se halla ubicado en el distrito de Pedro Juan Caballero.

En el territorio se encuentra una muestra del ecosistema del Parque Cerrado, con una fauna y flora muy variadas.

## Límites
El departamento de Amambay está ubicado en el extremo norte de la Región Oriental del Paraguay, su ubicación geográfica es: entre los paralelos 55º 28´ y 57º 00´ longitud oeste y los meridianos 22° 05' y 23° 05' de latitud sur.
Sus límites son:
- Al Norte: el Brasil, separado por el Río Apa y la Cordillera de Amambay.
- Al Sur: el departamento de Canindeyú.

- Al Este: el Brasil, separado por la Cordillera de Amambay.

- Al Oeste: los departamentos de Concepción y San Pedro.

## Demografía
| POBLACIÓN HISTÓRICA DEL DEPARTAMENTO DE AMAMBAY              | POBLACIÓN HISTÓRICA DEL DEPARTAMENTO DE AMAMBAY | POBLACIÓN HISTÓRICA DEL DEPARTAMENTO DE AMAMBAY | POBLACIÓN HISTÓRICA DEL DEPARTAMENTO DE AMAMBAY | POBLACIÓN HISTÓRICA DEL DEPARTAMENTO DE AMAMBAY |
| N.º                                                          | Año                                             | Habitantes                                      | Crecimiento Intercensal                         | Estimaciones o Censo de población               |
| ------------------------------------------------------------ | ----------------------------------------------- | ----------------------------------------------- | ----------------------------------------------- | ----------------------------------------------- |
| SIGLO XX                                                     |                                                 |                                                 |                                                 |                                                 |
| 1º                                                           | 1950                                            | 18 160                                          | Sin cambios                                     | Censo paraguayo de 1950                         |
| 2º                                                           | 1962                                            | 34 505                                          | + 90,0 %                                        | Censo paraguayo de 1962                         |
| 3º                                                           | 1972                                            | 65 111                                          | + 88,7 %                                        | Censo paraguayo de 1972                         |
| 4º                                                           | 1982                                            | 68 395                                          | + 5,0 %                                         | Censo paraguayo de 1982                         |
| 5º                                                           | 1992                                            | 99 860                                          | + 46,0 %                                        | Censo paraguayo de 1992                         |
| SIGLO XXI                                                    |                                                 |                                                 |                                                 |                                                 |
| 6º                                                           | 2002                                            | 114 917                                         | + 15,0 %                                        | Censo paraguayo de 2002                         |
| 7º                                                           | 2012                                            | 151 395                                         | + 31,7 %                                        | Censo paraguayo de 2012                         |
| 8º                                                           | 2022                                            | 173 770                                         | + 14,7 %                                        | Censo paraguayo de 2022                         |
| Fuente: Instituto Nacional de Estadística del Paraguay (INE) |                                                 |                                                 |                                                 |                                                 |

## Municipios
El departamento está dividido en seis distritos:
| N.º | Municipios           | km²  | Población (2019) |  |
| --- | -------------------- | ---- | ---------------- |  |
| 1   | Bella Vista          | 3901 | 16 418           |  |
| 2   | Capitán Bado         | 2704 | 18 864           |  |
| 3   | Cerro Corá           | 1451 | 7.280            |  |
| 4   | Karapaí              | 673  | 4282             |  |
| 5   | Pedro Juan Caballero | 3698 | 117 270          |  |
| 6   | Zanja Pytá           | 529  | 7632             |  |

## Turismo
Amambay es un departamento muy favorecido por las bellezas naturales. La Cordillera del Amambay forma serranías como las de Cerro Corá, Tacurú Pytá, Guasú y Alambique. Los cerros más importantes son: Cerro Corá (que se encuentra en el centro del parque nacional), Acķuá, Lorito, Guasú, Muralla, Sarambí.
En Cerro Corá, donde ocurrió la muerte del Mcal. Francisco Solano López, a orillas del Río Aquidabán, Nigui, es un sitio histórico; en Panadero y Zanja Jhu, López instaló campamentos provisorios en su resistencia contra los ejércitos aliados. También en Cerro Corá, en el parque nacional, se encuentra un monumento al Mcal. López y en el Cerro Guasú, Yasuká Verá, tiene cavernas y vestigios de restos humanos de unos 2.500 a 3.800 años.
El Tapé Tuyá, es por donde transitó lo que restaba del ejército paraguayo en la campaña de 1869 – 1870. En la zona se encuentran colonias indígenas de la familia Tupi Guaraní, los Paí Tavytera, y Ava Guaraní. Un cerro es considerado como lugar sagrado de la etnia Ava Guaraní, quienes consideran como el centro de la tierra, donde se creó el mundo y nacieron el primer hombre y la primera mujer.
En Pedro Juan Caballero, los balnearios sobre el Río Aquidabán, la Negra, por ejemplo, es un lugar de impresionante hermosura. También en la ciudad, los centros comerciales reciben muchos turistas para hacer compras.
Las hermosas playas en Bella Vista son muy visitadas en épocas estivales.

## Economía
Territorio de intenso comercio fronterizo, por su ubicación limítrofe con el Brasil
En economía, el departamento de Amambay ocupa el sexto lugar en ganado vacuno, y produce cerca del 2% de algodón del total de la producción nacional.
Los productos agrícolas de la región son: ajo, algodón, arroz, arveja, banana, batata, cafeto, caña de azúcar, cebolla, girasol, habilla, limón, locote, maíz, mandarina, mandioca, maní, menta, naranjo agrio y dulce, papa, piña, pomelo, poroto, soja, sorgo, tabaco, tártago, tomate, trigo, uva, yerba mate, zanahoria, marihuana y hachís.
En cuanto al ganado, se dedican a la cría de ganado vacuno, para carne y leche, ganado porcino, ovino, caprino, equino, aves de corral como gallinas, guineas, patos, pavos, y gansos.
En industria, los principales rubros son: alimentos, lácteos, chacinados, molinos yerbateros y aserraderos. En Colonia Itapopó, la moderna fábrica de cerámica surte al mercado local.
En octubre de cada año, la Expo Amambay, feria de ganadería, industria, industria, comercio y servicios; se realiza en el campo de Exposiciones y Ferias “Marcos Paredes Ramírez”.